# Эбергард Фриульский
Эбергард Фриульский (Эврар; фр. Eberhard (Évrard), лат. Everardus, Eberardus, Eberhardus; около 810 — 16 декабря 866) — маркграф и герцог Фриуля с 828 года из династии Унрошидов, сын Унроша II, графа в Тернуа, и Ингельтруды.
Эбергард был одной из важных политических, военных и культурных фигур в Каролингской империи. Он был отважным воином, сражавшимся против славян и мавров. Но сохранилось больше сведений о его личной жизни, а не о военных победах.
Существуют разные формы записи его имени: Everard, Evrard, Erhard, Eberard (от лат. Everardus, Eberardus, Eberhardus). Сам он писал своё собственное имя как «Evvrardus».
Святой Католической церкви, день памяти — 16 декабря.

## Биография

### Происхождение
Эбергард происходил из знатного рода швабского происхождения Унрошидов, находившимся в родстве с Каролингами. Его отец, Унрош (Унриох) II был графом Тернуа. Происхождение матери точно неизвестно. По одной версии она была дочерью Бего, графа Тулузы и Парижа, по другой — дочерью Дезидерия, короля лангобардов. Старший брат Эбергарда, Беренгер Мудрый, входил в окружение короля Аквитании (позже императора) Людовика Благочестивого.

### Правление
Эбергард получил великолепное образование, закончив Палатинскую академию, основанную Карлом Великим и организованную Алкуином. Именно здесь он начал собирать свою знаменитую библиотеку.
Как только Эбергард повзрослел, он начал принимать участие в различных военных экспедициях. В 828 году император Людовик назначил Эбергарда герцогом и маркграфом Фриуля и маркизом Тревизо в Италии, где он защищал империю от набегов болгар. При этом он сохранил и передал сыновьям владения в областях Мааса и Швабии. В Италии же его владения простирались вплоть до Истрии, на западе включая в себя часть Карниолы, на западе доходило до Агда, на севере — до Тренто.
Во время борьбы Людовика с сыновьями (830—839 годы) Эбергард сохранял верность императору. Имея некоторое влияние на старшего сына Людовика, Лотаря I, Эбергард использовал его для примирения отца с сыном. В 839 году Эбергард отправился в Вормс, где испросил прощение для Лотаря.
После смерти Людовика Эбергард предпринял много усилий, чтобы примирить воевавших сыновей императора, Лотаря, Людовика Немецкого и Карла Лысого. После битвы при Фонтене, состоявшейся 25 июня 841 года, Эбергард возглавил посольство Лотаря к его братьям. В 842 году он участвовал в переговорах в местечке Милин (около Шалона в Шампани). В итоге переговоры закончились в августе 843 года Верденским разделом.
После заключения мира Эбергард поспешно уехал в Италию, которая оказалась под угрозой нападения «Африканских сарацин», которых в 842 году призвал себе на помощь герцог Беневенто. Они несколько раз нападали на Рим, грабя его. Эбергард возглавил армию, дававшую отпор сарацинам. Война закончилась в 851 году победой Эбергарда.
В 846 году Эбергард несколько месяцев принимал в своих итальянских владениях Готшалька, одного из авторов расходящегося с официальной доктриной Церкви учения о предопределении, но выпроводил его, получив предупреждающее письмо от Рабана Мавра.
После смерти императора Лотаря I в 855 году Эбергард служил его старшему сыну, императору Людовику II, королю Италии. В 858 году он находился в составе посольства к Людовику Немецкому, посланному в Ульм. После этого о жизни Эбергарда ничего не известно.
Умер Эбергард 16 декабря 866 года Его владения были разделены между детьми.

### Личная жизнь
В 836 году в знак признания заслуг Эбергарда император Людовик выдал за него замуж свою дочь от второго брака, Гизелу. Брак оказался удачным, в нём родилось 10 детей. Если судить по словам, с которыми Гизела после смерти мужа обращалась к его памяти, их союз был проникнут искренней нежностью.
Эбергард был глубоко религиозным человеком. В своих владениях он основал несколько монастырей из церквей, самым значительным из которых было аббатство Сизуан, которому он уделял самое большое внимание. Пребывание в аббатстве оказалось настолько приятным Эбергарду, что он вместе с женой сделали Сизуан одной из своих постоянных резиденций. Впоследствии Эбергард был похоронен в нём. Позже в Сизуане Эбергарда почитали как святого.
При этом Эбергард был очень образованным человеком. Он переписывался с многими богословами и церковными лидерами (Готшальком, архиепископом Майнца Рабаном Мавром, архиепископом Реймса Гинкмаром и епископом Льежа Хартгарием). Но наибольшую известность он получил благодаря своей богатейшей библиотеке. В своём завещании он разделил её между сыновьями. Сама библиотека не сохранилась, но известен её каталог. Кроме разнообразных церковных книг в ней было собрание франкских, рипуанских, лангобардских, алеманских и баварских правд, разнообразные трактаты по военному искусству, различные государственные постановления и императорские указы, компиляции из Деяний понтификов (лат. Gesta Pontificum) и Деяний франков (лат. Gesta Francorum).

### Брак и дети
Жена: с 836 Гизела (819/822 — 5 июля 874), дочь императора Людовика I Благочестивого
- Эбергард (Эврар) (ок. 837 — до 20 июня 840)
- Ингельтруда (837/840 — 2 апреля 870); муж: Генрих (ок. 860 — 28 августа 886), маркиз Нейстрии с 884
- Унрош III (840 — 13 июля 874), маркграф и герцог Фриуля
- Беренгар I (840/845 — 16 апреля 924), маркграф и герцог Фриуля, король Италии с 888, император Запада с 915
- Адалард (ум. после 13 июля 874), аббат Сизуана
- Рауль (ок. 842 — 5 января 892), аббат Сизуана с 874, аббат Сен-Вааста в Аррасе, граф Артуа и Тернуа с 883
- Альпаиса
- Эльвис (ум. ок. 895); муж: с ок. 874 Хукбальд де Гуи (ум. 890), граф Остерванта и Санлиса;[9]
- Гизела (ум. ок. 863), монахиня в Брешии
- Юдит (ум. 881); муж: Конрад II Бургундский (ум. ок. 881), граф Осера, герцог Трансюранской Бургундии